# Tod am Rennsteig – Auge um Auge
Tod am Rennsteig – Auge um Auge ist ein Fernsehfilm, der erstmals am 9. März 2023 auf dem Sender Das Erste in der Rubrik Donnerstags-Krimi ausgestrahlt wurde. Der Pilotfilm der Fernsehreihe wurde von der Polyphon Film- und Fernsehgesellschaft im Auftrag von ARD Degeto und des Mitteldeutschen Rundfunks produziert. Der Film war bereits am 5. März 2023 in der ARD Mediathek vorab verfügbar.

## Handlung
Die Kriminalpsychologin Annett Schuster kehrt nach einem Auslandsaufenthalt an der Universität Boston aus den Vereinigten Staaten in ihre Heimat nach Erfurt zurück. Sie verstärkt das neue Team der Operativen Fallanalyse (OFA) um die Leiterin Marion Dörner und den Fallanalytiker und gelernten Zimmermann Jan Kawig. Die Ermittler werden von der Gerichtsmedizinerin Vanessa Sun und der Kriminalkommissarin Sabine Limmer unterstützt.
Schusters erster Einsatz führt sie und das Team in die Nähe der Wartburg, wo in einem Wald eine männliche Leiche in einem Kühlschrank gefunden wurde. Der Tote war unter dem Spitznamen „Richter Gnadenlos“ am Oberlandesgericht Erfurt tätig. Religiöse Symbole bei der Leiche, die auf das Bibelzitat „Auge um Auge“ verweisen, deuten auf Rache als Motiv hin. Als in der Nähe einer verlassenen Kirche eine zweite Leiche gefunden wird, beginnt die Suche nach einem Serienmörder, der offensichtlich einen Plan verfolgt und einen religiösen Hintergrund haben muss, denn diesmal lautet die Botschaft: „Zahn um Zahn“. Das Opfer ist eine drogenabhängige und vorbestrafte junge Frau.
Es entwickelt sich ein Wettlauf zwischen Täter und Polizei. Seltsam ist dabei die Vorliebe des Täters, sich nicht vor der Polizei zu verstecken. So wurde er bereits bei einer Drohnenüberwachung gesichtet, konnte aber nicht gestellt werden. Einige Zeit später ruft der Mann bei Ermittler Jan Kawig an und kündigt mit den Worten „Hand um Hand“, ein drittes Opfer an. Schon am nächsten Tag bekommt Kawig ein Päckchen ins Präsidium geschickt, in welchem sich eine abgetrennte Hand befindet. Noch am selben Tag wird auch das Opfer gefunden und Kawig ist sich sicher, dass der Täter ganz bewusst mit ihm kommuniziert. Annett Schuster befürchtet, dass ihr Kollege das vierte Opfer werden soll. Als die Identität des dritten Opfers feststeht, finden sich die Zusammenhänge, denn der Mann war der Direktor des Frauengefängnisses in Weimar, wo das Opfer Nummer zwei einige Zeit inhaftiert war und Opfer Nummer eins als Richter viele der Frauen verurteilt hatte, die dort ihre Strafe absitzen mussten. Schuster geht dieser Spur nach und nimmt Kontakt mit dem Gefängnis in Weimar auf. Hier kann sie in Erfahrung bringen, dass in dem Gefängnis massiv Drogen konsumiert werden und der Gefängnisdirektor großzügig darüber hinweggesehen hatte. So waren in nur einem Jahr drei Frauen an einer Überdosis gestorben. Eine davon war Lara Wehmeier, deren Inhaftierung Kawig zu verantworten hat. Das Team hofft nun, den Täter über die Gefängnisbesucherliste identifizieren zu können.
Jan Kawig kommt dahinter, dass sie vermutlich nach Hendrik Uhl suchen müssen, seinem früheren Schulfreund, dem er seinerzeit die Freundin ausgespannt hatte. Der Name findet sich dann auch auf der Besucherliste und so wird die Fahndung eingeleitet. Schuster ist davon überzeugt, dass Uhl Vergeltung sucht und womöglich versucht Kawig das anzutun, was ihm widerfahren ist. Dass sie damit richtig liegt, muss sie jedoch am eigenen Leib erfahren, denn sie wird von Uhl entführt. Anschließend zwingt er Kawig dazu, mit ihm zu kommen. Er bringt ihn zu einem abgelegenen Gebäude, wo er sowohl Schuster als auch Kawigs Vater gefangen hält und offenbart ihm seinen Racheplan. Er will Kawig dazu zwingen zu entscheiden, wer von den beiden sterben soll. Unerwartet stürzt sich Kawig auf Uhl und kann ihn so außer Gefecht setzen und beide Geiseln retten.

## Produktion

### Drehorte
Die Dreharbeiten fanden vom 20. April bis 18. Mai 2022 statt. Gedreht wurde in Erfurt, Weimar und im Thüringer Wald.
Das Kommissariat und die Wohnungen von Annett Schuster und Hendrik Uhl befanden sich in Erfurt, die Kirchenszenen entstanden in der Severikirche. Das Krematorium auf dem Hauptfriedhof war Schauplatz für die Gerichtsmedizin. Das Waldbad in Geschwenda diente als Kulisse für das verlassene Waldschwimmbad. Die Gefängnisszenen wurden in der ehemaligen Jugendstrafanstalt Weimar aufgenommen.
Der Kühlschrank mit der ersten Leiche stand im Wald in der Nähe der Sängerwiese bei Eisenach auf dem Wanderweg zur Wartburg, die zweite Leiche lag in der Drachenschlucht. Drehort für die verlassene Kirche war die Gottesackerkirche in Amt Creuzburg im Wartburgkreis.

## Rezeption

### Kritiken
Das Lexikon des internationalen Films bewertet den Film folgendermaßen: „Gelungener Auftakt zu einer neuen Fernsehkrimi-Reihe, in dem Thüringen den atmosphärischen Hintergrund abgibt und der einige kreativ entworfene Charaktere aufbietet. Sowohl die ostdeutschen Biographien als auch der metaphysische Überbau sind angenehm klischeefrei gehalten.“
Die Fernsehzeitschrift TV Spielfilm beurteilt den Film positiv (Daumen hoch): „Verzwickte Mörderjagd mit psychologischer Raffinesse.“
Rainer Tittelbach von Tittelbach.tv vergibt vier von sechs Sternen und resümiert: „Wer sich nicht stört an dem typischen Serienkiller-Plot, der kann sich gut unterhalten bei diesem im letzten Drittel sehr abwechslungsreichen und handlungsintensiven und doch Charakter-orientierten Tod am Rennsteig.“
Oliver Armknecht vergibt für den Film in seiner Kritik auf film-rezensionen.de insgesamt vier von zehn Punkten und zieht ein gemischtes Fazit: „Tod am Rennsteig: Auge um Auge ist vermutlich der Auftakt einer neuen Krimireihe. Lust auf mehr macht der Film aber nicht. Während die bizarren Morde noch Aufmerksamkeit erzeugen, ist der Kriminalfall an sich wenig interessant. Das gilt auch für die Figuren, die sich zwar viel streiten, dabei aber wenig spannend ausfallen.“
Bei einer Facebook-Umfrage der regionalen Tageszeitung Thüringer Allgemeine erhielt der Fernsehfilm 79 Prozent gute bis sehr gute Abstimmungen. Allerdings wurde der Name „Rennsteig-Krimi“ als verwirrend bezeichnet, da die Landeshauptstadt Erfurt überwiegend Schauplatz der Handlung sei.

### Einschaltquoten
Die Erstausstrahlung am 9. März 2023 wurde in Deutschland von 6,63 Millionen Zuschauern gesehen und erreichte einen Marktanteil von 23,8 Prozent. In der Gruppe der 14- bis 49-Jährigen betrug der Marktanteil 9,4 Prozent.